# Anne de Pisseleu
Anne de Pisseleu, duchesse d'Étampes, née vers la fin de l'année 1508, au château de Fontaine-Lavaganne (Picardie), et morte dans les premiers jours de septembre 1580, au château d'Heilly (Picardie), est la favorite de Francois Ier, jusqu'à la mort du roi.

## Biographie

### Famille
Elle est issue de la famille Pisseleu d'Heilly, famille modeste mais de vieille noblesse picarde, fille d'Anne Sanguin (v.1479-v.1518), et de Guillaume de Pisseleu (v.1470-v.1526-29), châtelain d'Heilly ; nièce d'Antoine Sanguin de Meudon (1493-1559), cardinal, seigneur de Meudon qui lui lègue le château qu'il y avait fait construire, les seigneuries de Meudon, Angervilliers et Bures ; petite-fille d'Antoine Sanguin co-seigneur de Livry. 

### Ses débuts
Elle fait ses débuts à la cour dans la suite de Marie de Luxembourg, duchesse douairière de Vendôme, puis elle devient fille d'honneur de Louise de Savoie, mère de François Ier, avant de devenir la maîtresse de ce dernier.

### Favorite royale

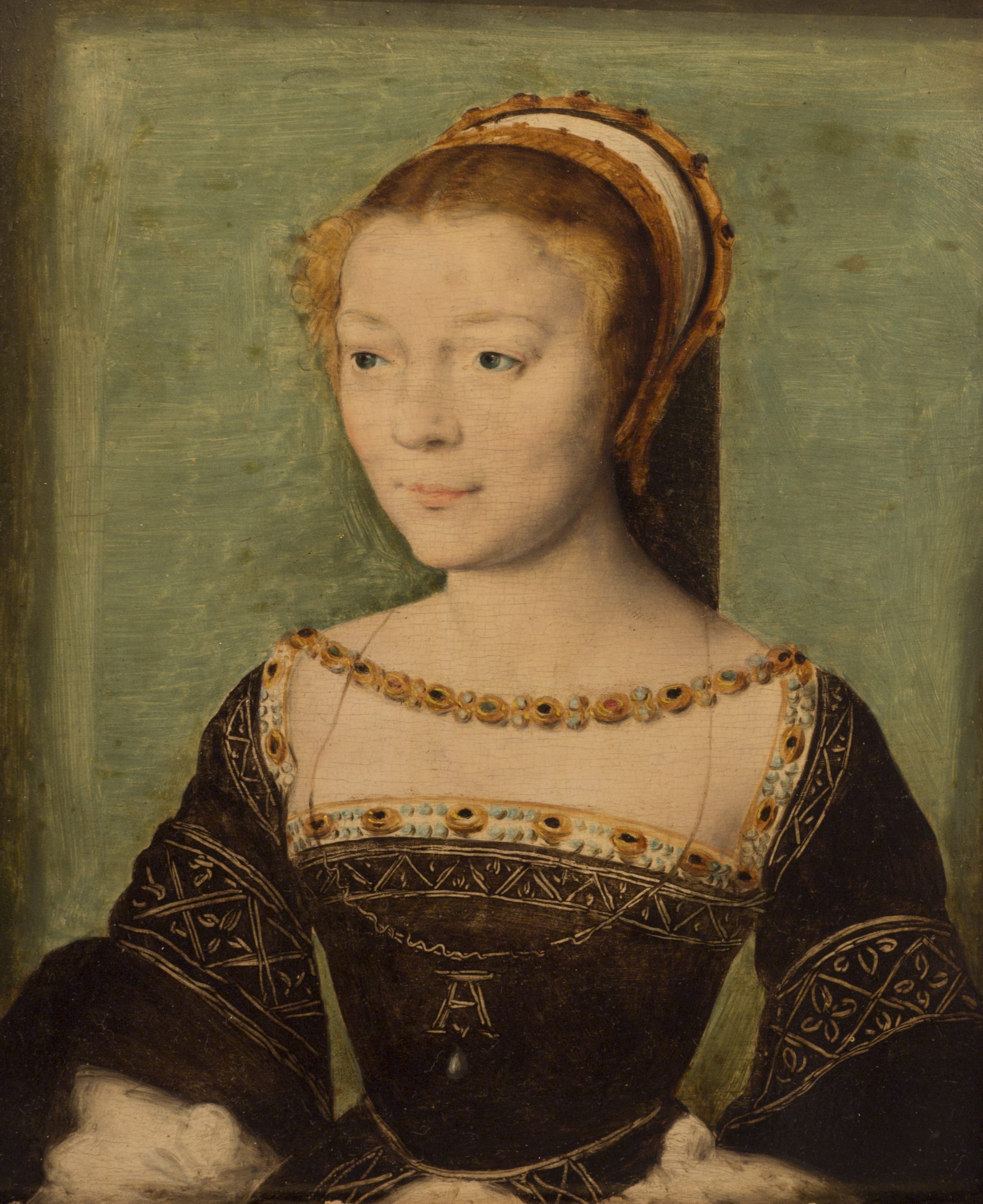
Corneille de Lyon, Anne de Pisseleu, duchesse d'Etampes, vers 1535-1540.

Elle avait dix-huit ans lorsque le roi trentenaire fait sa connaissance, au retour de sa captivité madrilène. Pour asseoir sa position à la cour, on lui fait épouser en 1532 un grand seigneur ruiné, Jean IV de Brosse, qui reçoit le comté d'Étampes, que François Ier érige en duché en 1536. Mademoiselle d'Heilly devient ainsi duchesse d'Étampes.
En 1537, elle hérite de biens de son cousin germain Antoine Dubois, évêque de Béziers. Elle donne à cette occasion une tapisserie brodée de fontaines et de prophètes à la cathédrale Saint-Nazaire de Béziers.
La duchesse, dont l'intelligence est louée par ses flatteurs pour qui elle s’avère « la plus savante des belles et la plus belle des savantes », exerce une influence certaine sur le roi. Favorable à la guerre contre Charles Quint, elle pousse en 1541 le roi à disgracier le connétable de Montmorency, à la politique duquel son parti est opposé, et en 1545, elle en fait de même envers l'artiste Benvenuto Cellini.
À partir de 1539, avec la maladie de François Ier son influence à la cour décroît. Anne de Pisseleu se convertit au protestantisme alors que Diane de Poitiers, favorite du dauphin Henri, est ardente catholique. Avec sa sœur Madame de Canny, elle propage la doctrine de Calvin se mêlant aux intrigues et pendant la guerre civile de 1576 reçoit dans son château de Challuau les chefs protestants réunis en conférence.
Le 24 décembre 1546, elle obtint du roi les terres des Clayes.

### Disgrâce
Après la mort de François Ier, en 1547, elle tombe en disgrâce, comme nombre des personnes de son entourage, victime d'une large révolution de palais voulue par Henri II dans les premiers jours de son règne - les relations entre le nouveau roi, sa propre favorite Diane de Poitiers et l'ancienne favorite de son père étant difficiles depuis longtemps se dégradent encore après l'épisode du coup de Jarnac. Selon la tradition, Anne de Pisseleu restitue les bijoux offerts par François Ier. Ses relations suspectes avec Charles Quint, notamment par le biais de Nicolas de Bossut, seigneur de Longueval, lui valent un procès et un bannissement.
Elle se retire sur ses terres auprès de son mari, et après la mort de celui-ci en 1564 elle réside au château d'Heilly où elle meurt dans la foi protestante, au début septembre 1580.

## Postérité littéraire et cinématographique

### Littérature
La duchesse d'Étampes est l'un des personnages du roman d'Alexandre Dumas, Ascanio ou l'Orfèvre du roi (1843).

### Télévision
- Dans la série télévisée américaine The Serpent Queen (2022), elle est interprétée par Naomi Battrick (en).

- 2022 : Diane de Poitiers, mini-série française de Josée Dayan. Elle est interprétée par Virginie Ledoyen.

## Iconographie
- Anne de Pisseleu, duchesse d'Étampes, portrait attribué à Corneille de Lyon (1535-1540) conservé au Metropolitan Museum of Art, New York.
- Anne de Pisseleu, par Jean Clouet, Musée Condé, Chantilly.

## Pour approfondir